# Чуркино Малое
Чуркино Малое — упразднённая деревня в Юрьевецком районе Ивановской области России. На 1964 год упразднения входила в состав Чуркинского сельсовета. Ныне территория деревни Чуркино Большое в составе Михайловского сельского поселения.

## География
Расположено на берегу реки Талка, примерно в 23 км на юг от деревни Михайлово и в 32 км на юго-запад от районного центра города Юрьевец.

## История
В XIX — первой четверти XX века входила в состав Махловской волости Юрьевецкого уезда Костромской губернии, с 1918 года — Иваново-Вознесенской губернии.
С 1929 года в Чуркинском сельсовете Юрьевецкого района Ивановской области.
Упразднена Решением Ивановского облисполкома № 483 от 26.10.1964

## Население
Согласно «Списку населённых мест Российской империи по сведениям 1859—1873 годов», число
жителей 95, из них мужского пола — 43, женского — 53. На 1907 год количество жителей — 94, на 1897 год — 88, из них мужчин — 39, женщин — 49.